# Erich Ebeling (Altorientalist)

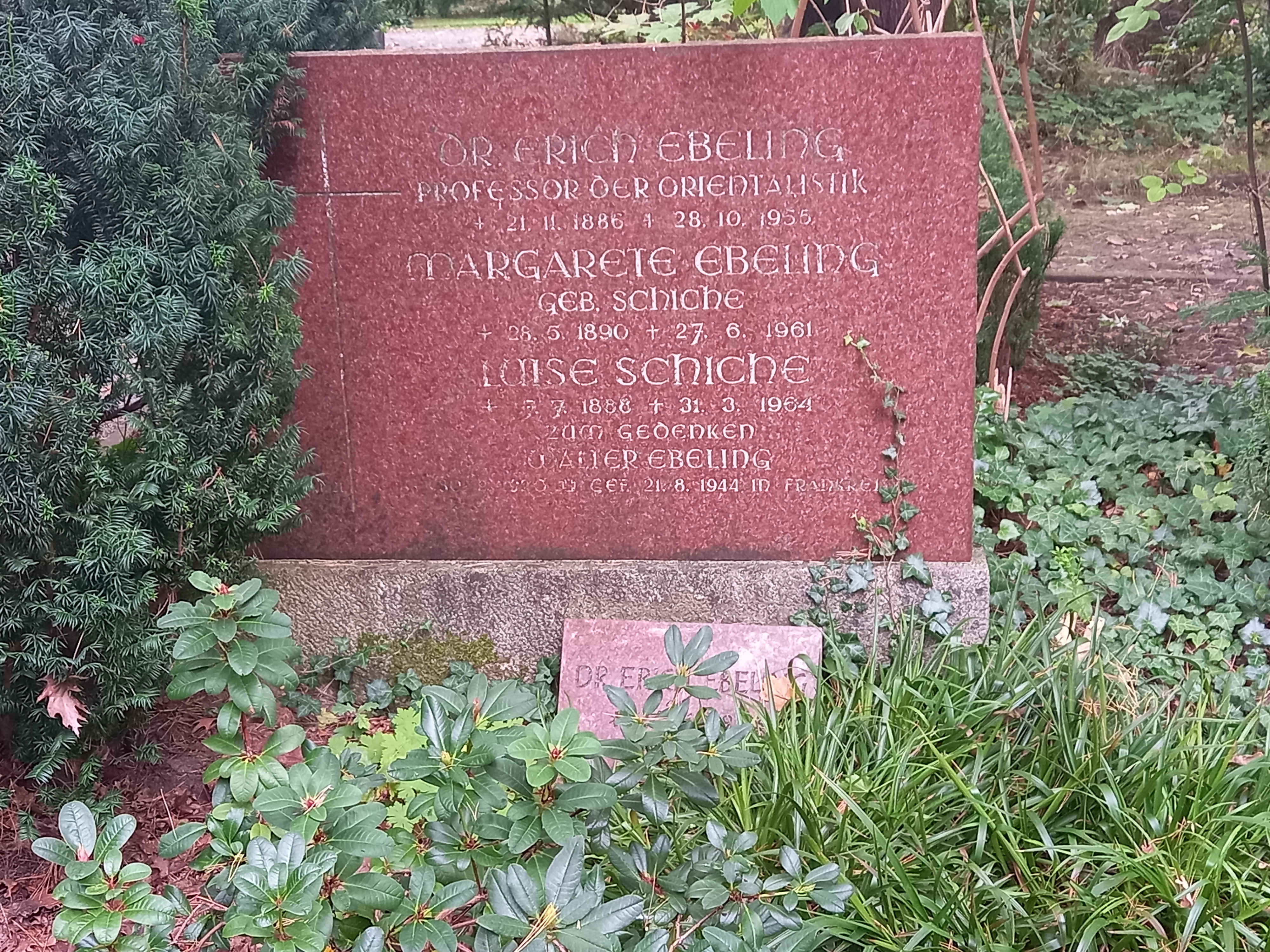
Das Grab von Erich Ebeling und seiner Ehefrau Margarete geborene Schiche auf dem Friedhof Frohnau in Berlin

Erich Robert Friedrich Ebeling (* 21. November 1886 in Berlin; † 28. Oktober 1955 in West-Berlin) war ein deutscher Assyriologe.

## Leben und Werk
1909 promovierte Ebeling in Berlin über Das Verbum der El-Amarna-Briefe. Ab 1920 war er Privatdozent, ab 1924 außerordentlicher Professor für orientalische Philologie an der Universität Berlin. Ebeling war einer der Herausgeber der Textsammlung Altorientalische Texte zum Alten Testament und Begründer des bis heute im Erscheinen begriffenen groß angelegten Werkes Reallexikon der Assyriologie und Vorderasiatischen Archäologie. Seit 1953 war er korrespondierendes Mitglied der Bayerischen Akademie der Wissenschaften.

## Veröffentlichungen (Auswahl)
- Keilschrifttexte aus Assur religiösen Inhalts. Zwei Bände. Hinrichs, Leipzig 1915/1923.
- Quellen zur Kenntnis der babylonischen Religion. Zwei Teile. Hinrichs, Leipzig 1918/1919.
- Liebeszauber im Alten Orient. Pfeiffer, Leipzig 1925.
- Keilschrifttexte aus Assur juristischen Inhalts. Leipzig 1927 (Neudruck: Zeller, Osnabrück 1968).
- Geschichte des alten Morgenlands. De Gruyter, Berlin 1929.
- (mit Martin David): Assyrische Rechtsurkunden. Enke, Stuttgart 1929.
- Tod und Leben nach den Vorstellungen der Babylonier. De Gruyter, Berlin 1931.
- Urkunden des Archivs von Assur aus mittelassyrischer Zeit. Harrassowitz, Leipzig 1933.
- Kritische Beiträge zu neueren assyriologischen Veröffentlichungen. Harrassowitz, Leipzig 1937 (Neudruck: Zeller, Osnabrück 1972, ISBN 3-535-01349-6).
- Die Eigennamen der Mittelassyrischen Rechts- und Geschäftsurkunden. Harrassowitz, Leipzig 1939.
- Das aramäisch-mittelpersische Glossar Frahang-i-pahlavik im Lichte der assyriologischen Forschung. Harrassowitz, Leipzig 1941.
- Altbabylonische Briefe der Louvre-Sammlung aus Larsa. Harrassowitz, Leipzig 1942.
- Altbabylonische Briefe aus amerikanischen Sammlungen aus Larsa. Harrassowitz, Leipzig 1943.
- Neubabylonische Briefe. Verlag der Bayerischen Akademie der Wissenschaften, München 1949.
- Glossar zu den neubabylonischen Briefen. Verlag der Bayerischen Akademie der Wissenschaften, München 1953.